# Єдиний стандарт
«Єдиний стандарт» — романтична драма 1929 року режисера Джона С. Робертсона, у головних ролях Ґрета Ґарбо, Нільс Астер та Джонні Мак Браун за романом американської письменниці Адели Роджерс Сент-Джонс. Це був п'ятнадцятий фільм Ґрети Ґарбо і другий з іншим шведським актором Нільсом Астером, після Диких орхідей

## Ролі виконують
- Ґрета Ґарбо — Арден Стюарт Гюлетт
- Нільс Астер — Пекі Кеннон
- Джонні Мак Браун — Томмі Гюлетт
- Дороті Себастіен — Мерседес Стюарт
- Лейн Чендлер — Дінґ Стюарт